# Dramane Dembélé
Pour les articles homonymes, voir Dembélé.
Dramane Dembélé est un homme politique malien né le 8 avril 1967 à Ségou. Il est candidat de l'Alliance pour la démocratie au Mali-Parti africain pour la solidarité et la justice (Adéma-PASJ) à l’élection présidentielle malienne de 2013.

## Biographie
Dramane Dembélé est né à Ségou chef lieu de la région du même nom le 8 avril 1967. Il est marié et père de 3 enfants.
Il obtient son baccalauréat (série Sciences exactes) au lycée de Ségou en 1988 puis rejoint l’École Nationale des Ingénieurs (ENI) de Bamako où il obtiendra son diplôme d'ingénieur géologue en 1993. Il obtient un certificat en gestion des ressources humaines en 2000, un certificat en gestion des finances pour responsable non financier en 2001 à l’Institut de Management d'Abidjan (IMA) et un Master II en Gestion de Projets en 2008 à l'ESTM.

## Expériences professionnelles
Il commence sa carrière professionnelle en 1994 exerçant en tant que géologue d'exploration dans les compagnies privées notamment CMC, Barrick Gold, Pangea Goldfield.
En 2004, il travaille à la mise en valeur des ressources en pierres précieuses et semi-précieuses pour la Banque Européenne d'Investissements et il est chef de Projet du Fonds Minier Mali.
De 2005 à 2010, il est le directeur national de la géologie et des mines du Mali.
Depuis 2011, il est consultant indépendant dans le secteur minier.

## Vie associative et politique
Militant syndical, il adhère à l'Association des Élèves et Étudiants du Mali (AEEM) où il est membre du bureau de coordination de 1991 à 1992.
Militant politique à l'Alliance pour la démocratie au Mali-Parti africain pour la solidarité et la justice (Adéma-PASJ) en tant que secrétaire général de la sous-section Adéma-PASJ de Faladié, district de Bamako. En 2005, il devient membre de la section Adema-PASJ de Ségou chargé des relations extérieures. En 2008, il est membre du comité exécutif de l'Adema-PASJ, secrétaire chargé des Mines et de l’Industrie. La même année, il est président et membre fondateur du réseau « Alternative pour un Mali Debout ». 
En janvier 2015, il est nommé ministre de l'Urbanisme et de l'Habitat du gouvernement Keïta 2.